# Styczeń 2009 w sporcie
Zobacz też: Styczeń 2009 • Zmarli w styczniu 2009 • Styczeń 2009 w Wikinews

## 10 stycznia

### Tenis
- WTA: Białorusinka Wiktoryja Azaranka wygrała z Francuzką Marion Bartoli 6:3, 6:1.[1]

## 9 stycznia

### Tenis
- ATP:

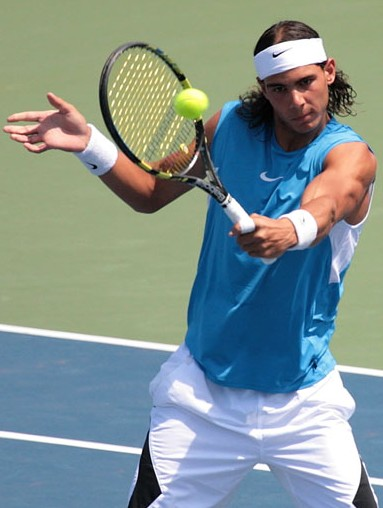
Rafael Nadal

  - Hiszpan Fernando Verdasco w pierwszym półfinale pokonał Francuza Paula-Henri Mathieu 6:2, 6:1.[2]
  - Czech Radek Štěpánek wyeliminował francuskiego Richarda Gasqueta 2:6, 6:2, 6:4.[2]
  - Szkot Andy Murray pokonał Szwajcara Rogera Federera 6:7(6), 6:2, 6:2.[3]
  - Amerykanin Andy Roddick pokonał Francuza Gaëla Monfilsa 7:6(1), 3:6, 6:3.[3]
  - Debel Rafael Nadal, Marc López wygrał z deblem Daniel Nestor, Nenad Zimonjić 4:6, 6:4, 10-8.[3]

## 8 stycznia

### Tenis
- ATP: Indus Somdev Devvarman w meczu drugiej rundy turnieju ATP World Tour 2009 na twardej nawierzchni w Madrasie wygrał z Hiszpanem Carlosa Moyę 4:6, 7:5, 6:4 .[4]

## 4 stycznia

### Skoki narciarskie
- Turniej Czterech Skoczni:
  - Gregor Schlierenzauer skoczył na odległość 132 metrów i został zwycięzcą serii próbnej przed konkursem trzeciej serii w Innsbrucku. Drugi był Thomas Morgenstern (130,5 m) a trzeci Wolfgang Loitzl (128,5 m). Najlepszy z Polaków Adam Małysz był 27. (116,5 m). Piotr Żyła wylądował na 34. pozycji (113,5 m) a Kamil Stoch zajął 38. miejsce (112,5 m)[5].
  - Wolfgang Loitzl został zwycięzcą trzeciej serii turnieju w Innsbrucku. Skoczył na odległość 126,5 i 128,5 metra. Adam Małysz uplasował się na 15 pozycji, Kamil Stoch zajął 27. pozycję[6].

### Sporty motorowe
- Rajd Dakar: Carlos Sainz wygrał drugi 836-kilometrowy etap rajdu z Santa Rosa de Toay do Puerto Madryn w klasie samochodów. Krzysztof Hołowczyc był szósty. W klasie motocykli najlepszy był Frans Verhoeven. Najlepszy z Polaków Jakub Przygoński był 11., Jacek Czachor przyjechał jako 12. Wśród quadowców najlepszy był Christoph Declerck. Rafał Sonik dojechał jako trzeci[7].

### Tenis

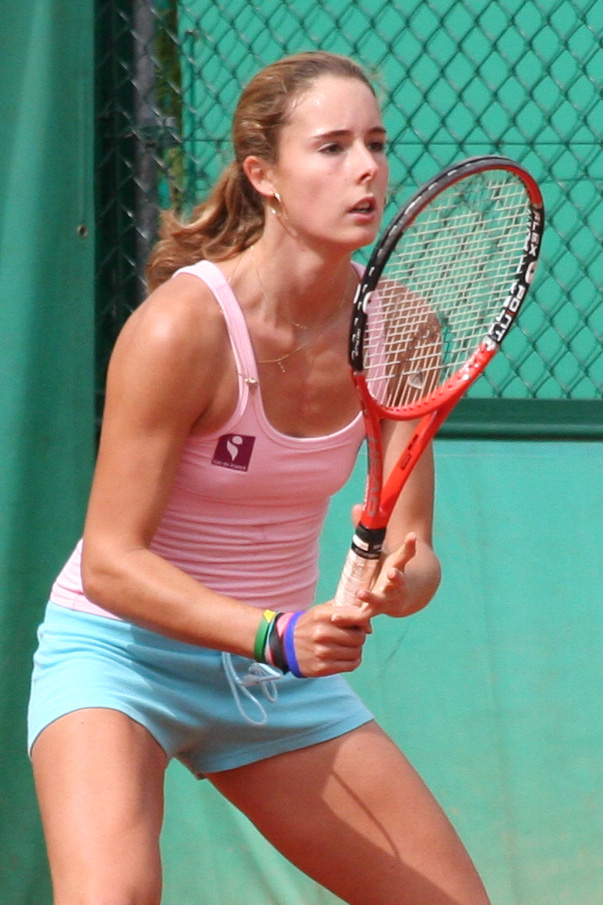
Alizé Cornet

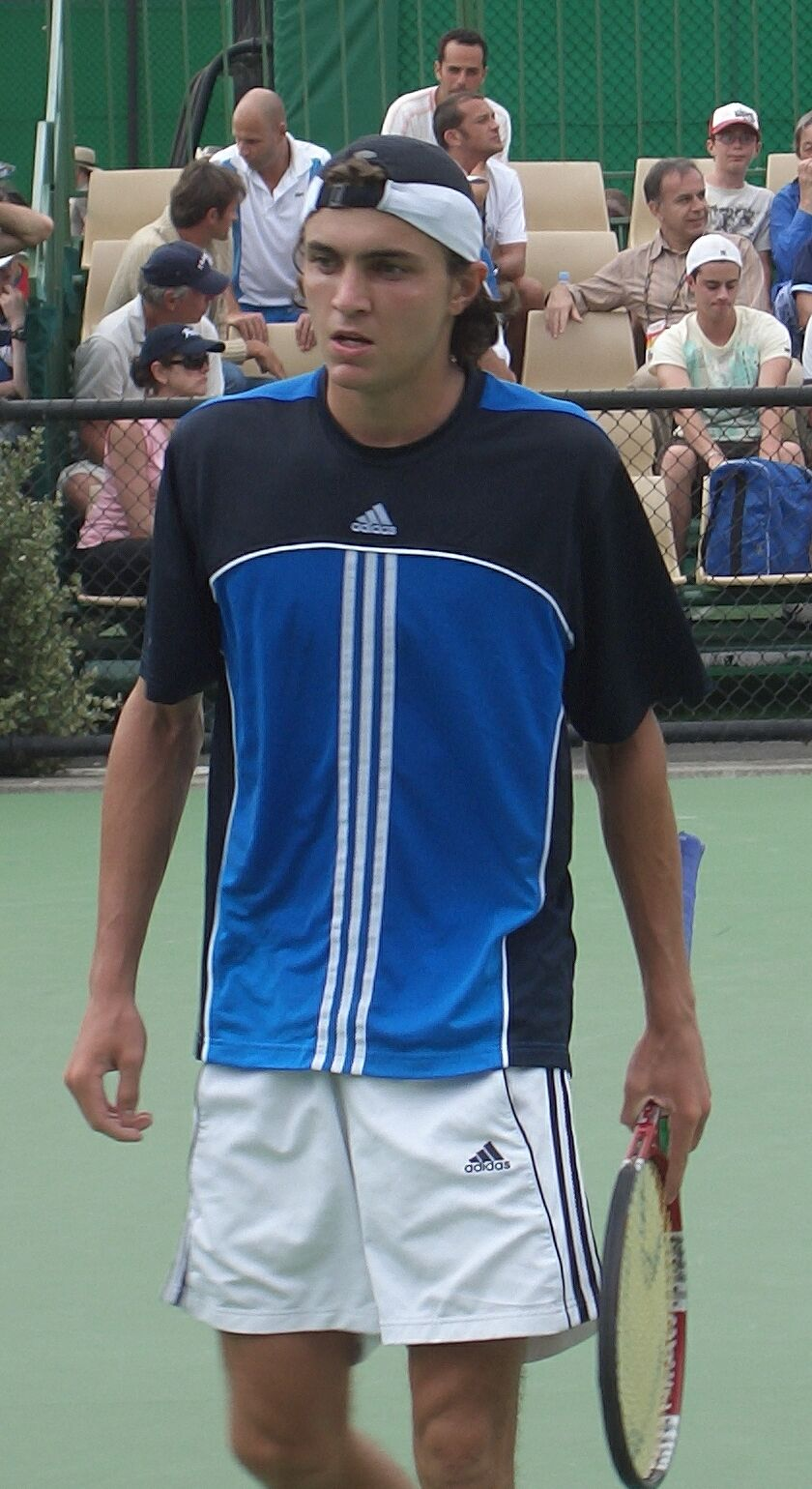
Gilles Simon

- Puchar Hopmana; grupa B: Francuzi zwyciężyli wszystkie trzy mecze z przeciwnikami z Tajwanu. Najpierw Alizé Cornet (na zdjęciu) wygrała z Hsieh Su-wei 6:4, 6:4, a Gilles Simon (na zdjęciu) wygrał z Lu Yen-hsun 6:3, 7:6(6). Później mikst Alizé Cornet i Gilles Simon wygrał z zespołem Lu Yen-hsun oraz Hsieh Su-wei 6:4, 7:6(9)[8].
- WTA – Brisbane International:
  - Wiktoryja Azaranka  pokonała Katerynę Bondarenko  6:0, 6:2.
  - Marion Bartoli  zwyciężyła nad Monikę Wejnert  6:1, 6:2.
  - Jarmila Gajdošová  pokonała Peng Shuai  6:4, 6:2.
  - Kaia Kanepi  przegrała z Alisie Klejbanowej  1:6, 4:6.
  - Cwetana Pironkowa  wygrała z Monicą Niculescu  6:7(2), 6:4, 6:4[9]

## 3 stycznia

### Biegi narciarskie
- Tour de Ski: Finka Virpi Kuitunen z czasem 30.10,3 min. zwyciężyła w biegu na 10 km w Val di Fiemme we Włoszech. Polka Justyna Kowalczyk zajęła piętnastą pozycję[10].

### Koszykówka
- Bank BPS Basket Kwidzyn wygrał ze Stalą Ostrów Wielkopolski 75:67.[11]

### Piłka nożna
- Puchar Anglii; III runda:
  - Arsenal F.C. wygrał z Plymouth Argyle 3:1.[12]
  - Sunderland wygrał z Boltonem Wanderers 2:1[13]
  - Watford pokonał Scunthorpe United 1:0.[14]
  - Celtic Glasgow zremisował Dundee United 2:2.[15]
  - Manchester City po raz pierwszy od 1963 roku przegrał na swoim stadionie z zespołem niższej ligi – Nottingham Forest 0:3.[16]
  - Chelsea F.C. zremisowała Southend United 1:1 (mecz będzie powtórzony)[16].

### Saneczkarstwo
- PŚ: Niemka Tatjana Hüfner po raz trzeci w sezonie 2008/9 wygrała zawody pucharu świata w saneczkarstwie. Polka Ewelina Staszulonek dojechała z szóstym czasem[17].

### Sporty motorowe
- Rajd Dakar 2009:

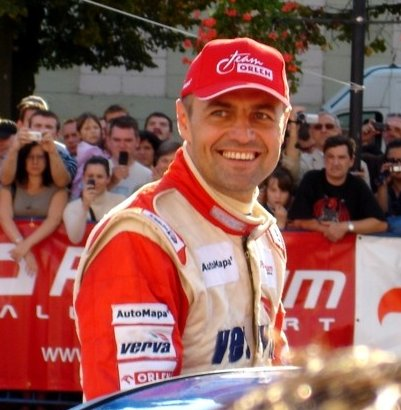
Krzysztof Hołowczyc

  - W Buenos Aires w Argentynie rozpoczęła się 31 edycja pustynnego rajdu Dakar. Odbędzie się w dniach od 3 do 17 stycznia 2009 roku. Zakończy się również w Buenos Aires.
  - Hiszpan Marc Coma jako pierwszy motocyklista pojawił się na mecie 371-kilometrowego odcinka specjalnego pierwszego etapu rajdu. Polak Jacek Czachor ze stratą 22,05 min. był drugi. Jakub Przygoński był 18, Marek Dąbrowski (sportowiec) 24, a Krzysztof Jarmuż dojechał jako 35.[18]
  - Katarczyk Nasir al-Atijja wygrał samochodem pierwszy etap 31 rajdu Dakar. Drugi był Carlos Sainz, a trzeci Giniel de Villiers. Krzysztof Hołowczyc dojechał jako dziewiąty[18].

### Tenis
- ATP World Tour: Andy Murray (Szkocja) pokonał Rafaela Nadala (Hiszpania) 6:4, 5:7, 6:3 wygrywając w ten sposób turniej w Abu Zabi[19].

## 2 stycznia

### Hokej na lodzie
- NHL – wyniki spotkań:

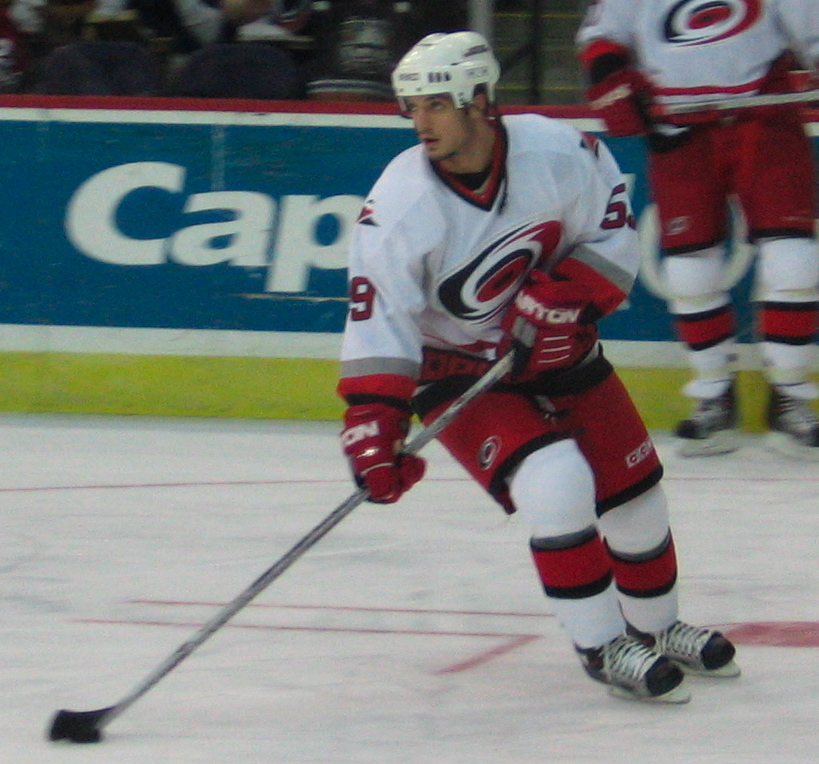
Chad Larose z Carolina Hurricanes podczas meczu

  - New Jersey Devils – Montreal Canadiens 4:1
  - Carolina Hurricanes – St. Louis Blues 2:1
  - Atlanta Thrashers – Vancouver Canucks 4:3 (po karnych)
  - Colorado Avalanche – Columbus Blue Jackets 1:6
  - Phoenix Coyotes – New York Islanders 5:4
  - Anaheim Ducks – Philadelphia Flyers 4:5 (po karnych)[20]

### Piłka siatkowa
- Skra Bełchatów wygrała pojedynek z AZSem Częstochowa 3:2 przewagą 25 punktów (25:23; 7:25; 17:25; 25:20; 9:15)[21].

### Tenis

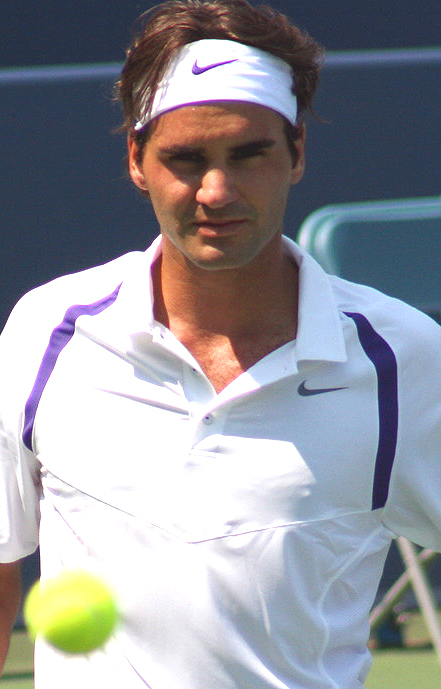
Roger Federer

- ATP World Tour: Roger Federer (na zdjęciu) został pokonany przez Andy’ego Murraya 4:6, 6:2, 7:6 (8-6) w World Tennis Championship rozgrywanym w Abu Zabi[22].

## 1 stycznia

### Biegi narciarskie

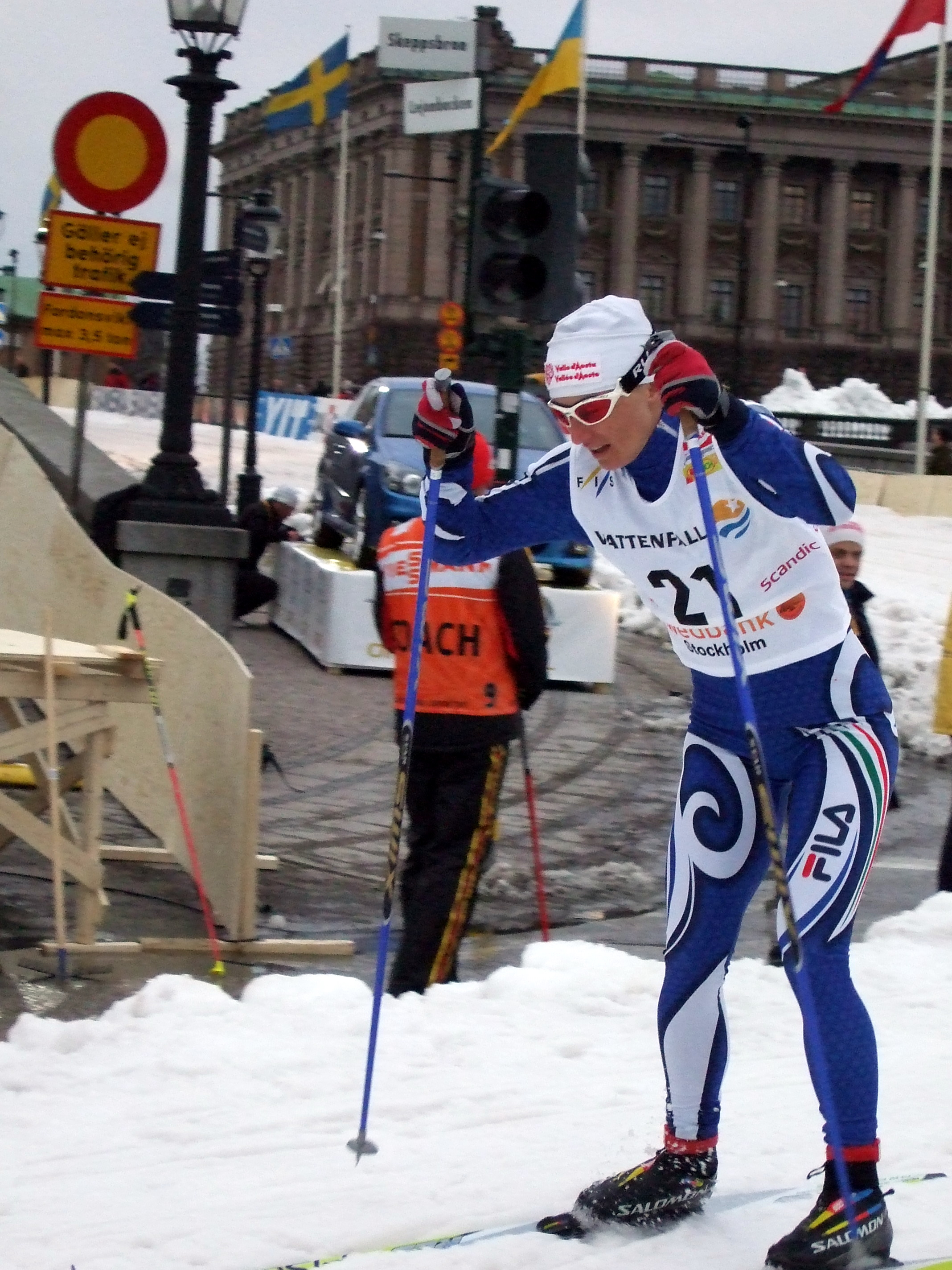
Arianna Follis

- Tour de Ski: Włoszka Arianna Follis z czasem 2:22,6 godz. zwyciężyła w sprincie w Novém Město w Czechach.